# Marcel Dries
Marcel Dries (Berchem, 19 settembre 1929 – Anversa, 27 settembre 2011) è stato un calciatore belga, di ruolo difensore.

## Carriera
Ha partecipato con la nazionale belga ai Mondiali 1954.